# جيسلين رادك
جيسلين رادك (بالإنجليزية: Jesselyn Radack)‏ (12 ديسمبر 1970) هي محامية وشخصية مؤثرة أمريكية تعمل في مجال الدفاع عن حقوق الإنسان والأمن القومي. مثلت نخبة من أكثر الناس إثارة للجدل في الولايات المتحدة أبرزهم قراصنة معلوميات وصحفيين ومخبرين عن الأعمال الغير القانونية من ضمنهم إدوارد سنودن وتوماس دريك كل منهم وجهت إليه تهم إدانة بالتجسس على الرغم من كشفهم عن أعمال غير قانونية لدى وكالة الأمن القومي الأمريكية (NSA).
أثناء وجودها في وزارة العدل، كشفت رادك أن مكتب التحقيقات الفيدرالي (FBI) ارتكب انتهاكًا للأخلاقيات خلال استجوابه جون ووكر ليندا («أمريكي طالبان» التي تم اعتقاله أثناء غزو أفغانستان (2001–2014)) بسبب عدم وجود محامٍ معه كما زعمت أن وزارة العدل حاولت قمع تلك المعلومات. وقد كانت قضية ليندا أول محاكمة كبيرة للإرهاب بعد أحداث 11 سبتمبر 2001. تم تأريخ خبرتها في مذكراتها "TRAITOR: The Whistleblower and the "American Taliban وكذا الفيلم الوثائقي "الصامت".
تعرضت رادك في كتاباتها لمواضيع شائكة أبرزها عن كاشفي الفساد، المراقبة، حرية الإنترنت والخصوصية حيث ظهرت في العديد من الصحف المرموقة مثل نيويورك تايمز، لوس أنجلوس تايمز، واشنطن بوست، غارديان، ذا نيشن، تايمز القانونية، والعديد من المجلات القانونية الأخرى. بالإضافة إلى حضورها الدائم في جميع شبكات التلفزيون الرئيسية مثل الإذاعة الوطنية العامة، بي بي إس، سي إن إن، الجزيرة والبي بي سي.

## الحياة والدراسة
ولدت رادك في العاصمة واشنطن حيث درست بجامعة براون. تم انتخابها في سنتها الأولى رئيسة جمعية فاي بيتا كابا ثم تخرجت بامتياز ثلاث مواضيع رئيسية عام 1992 كانت الحضارة الأمريكية، دراسات المرأة والعلوم السياسية مع مرتبة الشرف في جميع التخصصات الثلاثة. ومنذ عام 1983 بدأت جامعة براون بتتبع هذه البيانات حيث تلقى طالب واحد فقط مرتبة الشرف في ثلاث مواضيع جامعية.
تخرجت رادك من كلية الحقوق بجامعة ييل ثم انضمت إلى وزارة العدل الأمريكية من خلال منصب المدعي العام حيث درست الدعوى القضائية الدستورية من عام 1995 إلى عام 1999، ثم عملت في المكتب الاستشاري للمسؤولية المهنية الذي أنشأته الإدارة حديثا (PRAO) من 1999 إلى 2002.

## الأعمال الإعلامية
في عام 2014، تم إصدار الفيلم الوثائقي بعنوان الصامت الذي استعرض رد الحكومة الباكستانية المتهور بشكل متزايد على كاشفي الفساد الذين يكشفون عن انتهاكات سرية لقوانين الخصوصية والإرهاب الدستورية وهو ما جعل المخرج جيمس سبايون يرشحه لجائزة أوسكار حيث كشف الفيلم الوثائقي عن التجارب المروعة لثلاثة مخبرين (هم جيسلين رادك، جون كرياكو، وتوماس دريك)، والتي أظهرت أن الإبلاغ عن الجرائم الذي تحث عليه وتحميه العديد من قوانين لا يعتبر قيما ولا قانونيا من قبل العديد من مسؤولي الحكومة الأمريكية بل بدلا من ذلك، كان يعتبر الإبلاغ عن جرائم فيدرالية وعسكرية بمثابة خيانة. ونظرًا لوجود موضوع مماثل للفيلم الوثائقي فاز بجائزة الأوسكار وهو المواطن الرابع عن إدوارد سنودن، كان الصامت هو الاختيار الرسمي وحصل على العديد من الجوائز من مهرجانات سينمائية متعددة حتى قبل إطلاقه إلى شبكات الكابل الرئيسية في مارس 2015.
في يوليو 2016، تم ترشيح الفيلم لجائزة إيمي.
في 2015 تم اصدار الفيلم الوثائقي بعنوان الامريكي الجيد (بالانجليزية : a good american) هو فيلم وثائقي نمساوي يسجل أعمال صافرة الصفارة ويليام بيني ، وهو مسؤول سابق في وكالة الأمن القومي استقال بعد هجمات 11 سبتمبر. يدعي الفيلم أن عمل بيني قد أحبطه كبار المسؤولين في الوكالة ، وأنه ربما كان قادرًا على منع الهجمات. أنتج الفيلم وأخرجه وكتبه فريدريش موسر.

## إنظر أيضا
- تشيلسي مانينغ
- كارين كيواتكويسكي
- جودي سميث